# Landmannahellir

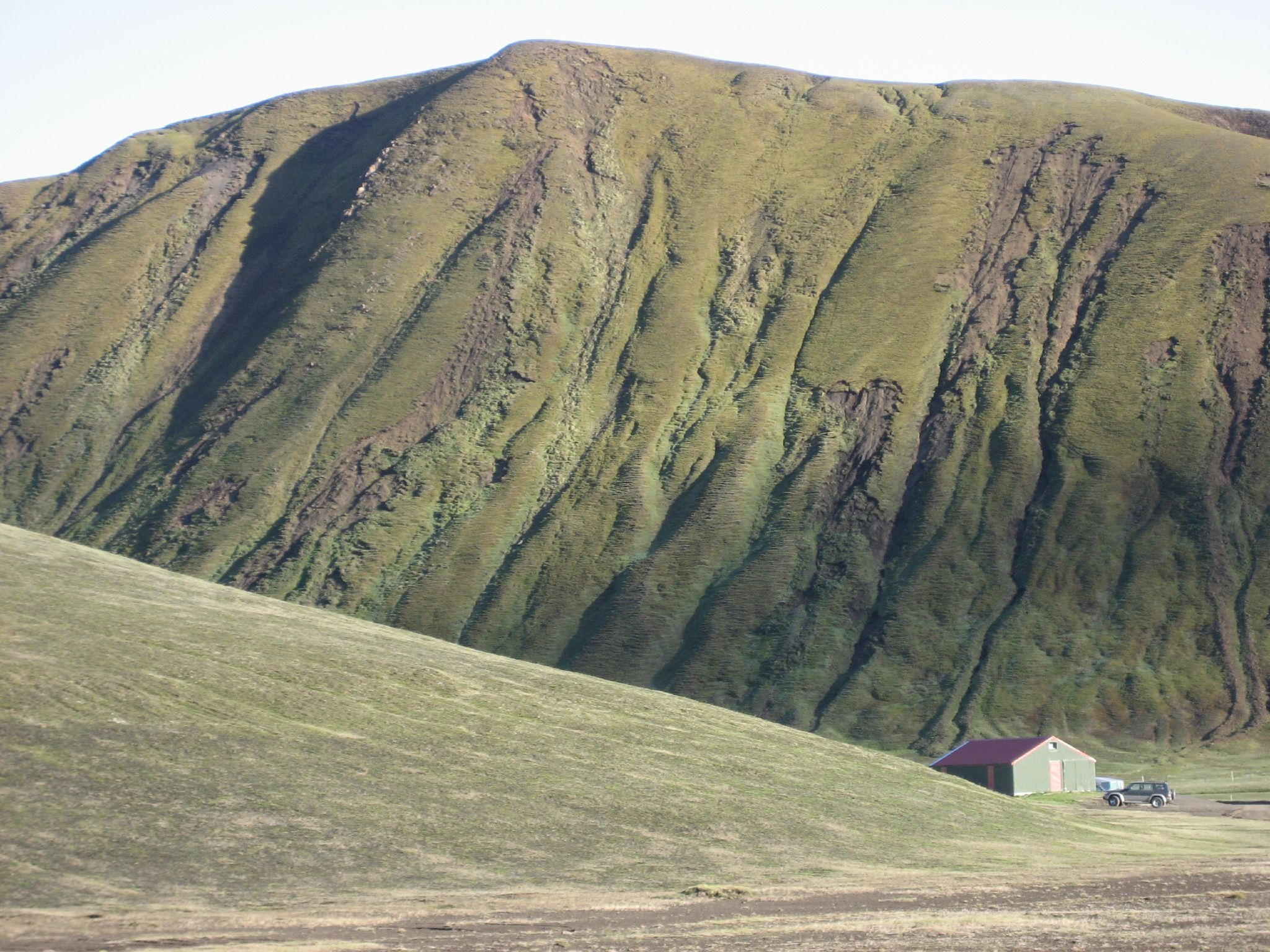
Moose bei Landmannahellir

Landmannahellir ist eine kleine Höhle am Bergfuß des Hellisfjall mitten in Suðurland (Südisland) im Einflussbereichs des Vulkans Hekla.
Landmannahellir ist 14 m lang, 8 m breit und hat eine 4 m tiefe Decke. Früher bot sie Bauern mit ihren Schafen Unterschlupf. Heute dient sie dem Tourismus. Ein paar Hütten wurden in der Nähe der Höhle errichtet.

## In der Nähe gelegen
- nördlich der Berg Löðmundur
- östlich der See Löðmundarvatn
- die Piste Landmannaleið